# Châteauneuf-du-Pape
 Châteauneuf-du-Pape  es una población y comuna francesa, en la región de Provenza-Alpes-Costa Azul, departamento de Vaucluse, en el distrito de Aviñón y cantón de Orange-Ouest.
Está integrada en la Communauté de communes des Pays de Rhône et Ouvèze.

## Demografía
| 1948 | 2159 | 2113 | 2060 | 2062 | 2078 | 2179 | 2257 | 2069 |
| Para los censos de 1962 a 1999 la población legal corresponde a la población sin duplicidades (Fuente: INSEE [Consultar]) |      |      |      |      |      |      |      |      |

## Producción de vino
También denominado “vino papal”, refiriéndose a Juan XXII que se hizo construir un castillo en esta ciudad en el siglo XIV, y propulsó el cultivo de la vid. El terruño consiste en unas 3.000 ha repartidas sobre 5 municipios que son : Châteauneuf, Courthézon, Bédarrides, Orange y Sorgues. 

La localidad y otros tres municipios que la rodean producen vino, y Châteauneuf-du-Pape es una denominación de origen del sur del Ródano. A diferencia de sus vecinos en el Ródano septentrional, Châteauneuf-du-Pape permite trece variedades de uva, y la mezcla está dominada normalmente por la grenache (garnacha). Otras cepas tintas serían cinsault, counoise, mourvèdre, muscardin, syrah, terret noir y vaccarèse. Entre las uvas blancas se incluyen la grenache blanc, bourboulenc, clairette, picardin, roussanne y picpoul. En años recientes la tendencia ha sido ir incluyendo menos de las variedades blancas permitidas, y descansar principalmente (o de forma única) sobre la grenache, mourvedre y syrah.
Los principales productores son:

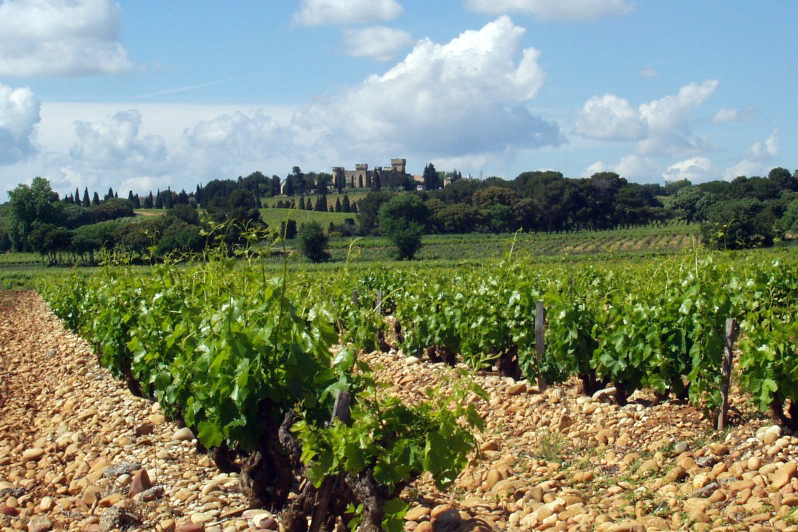
Viñedo y château cerca de Châteuneuf-du-Pape.

- Domaine de Beaucastel de P. Perrin, el cual usaba hasta hace unos años un método de vinificación en tintos especial, calentando el mosto con vapor de agua a 80°, al salir de la estrujadora para favorecer de este modo la extracción de tanino.

- Domaine de la Janasse de Cristophe Sabon
- Château Rayas
- Domaine de la Vieille Julienne
- Domaine du Vieux Telegraphe
- Chàteau La Nertre, entre muchos otros.

Antes de que el crítico de vino Robert M. Parker comenzara a promocionarlos, los vinos de Chateauneuf se consideraban rústicos y de un atractivo limitado en los Estados Unidos. Sin embargo, su influencia incrementó su precio por cuatro en una década. A cambio, la Unión de Vinateros de Chateauneuf le hicieron ciudadano de honor del pueblo.